# Anghel Demetriescu
Anghel Demetriescu (Alexandria, Romênia, Teleorman, 5 de outubro de 1847 - Karlovy Vary, 18 de julho de 1903) foi um historiador, escritor e crítico literário romeno, membro da Academia Romena em 1902.

## Infância e estudos
Anghel Demetriescu nascido a 5 de outubro de 1847 em Alexandria, hoje Romênia, então sob o Império Otomano, filho de Dumitru Simion e Chrysanta Velleanu.